# Осадчий Дмитро Олександрович
Дмитро́ Олекса́ндрович Оса́дчий (4 листопада 1999, с. Ягільниця, Тернопільська область — 28 жовтня 2022, біля с-ща Спірне, Донецька область) — український військовослужбовець, солдат 108 ОГШБ Збройних сил України, учасник російсько-української війни. Кавалер ордена «За мужність» III ступеня (2023, посмертно).

## Життєпис
Дмитро Осадчий народився 4 листопада 1999 року в селі Ягільниці, нині Нагірянської громади Чортківського району Тернопільської области України.
Мобілізований 25 лютого 2022 року. Служив командиром бойової машини та 1-го гірсько-штурмового відділення 1-го гірсько-штурмового взводу 1-ї гірсько-штурмової роти 108-го окремого гірсько-штурмового батальйону. Загинув 28 жовтня 2022 року біля с-ща Спірне на Донеччині.
Похований 2 листопада 2022 року в родинному селі.

## Нагороди
- орден «За мужність» III ступеня (10 травня 2023, посмертно) — за особисту мужність, виявлену у захисті державного суверенітету та територіальної цілісності України, самовіддане виконання військового обов'язку[1].